# ديناميكا سكانية

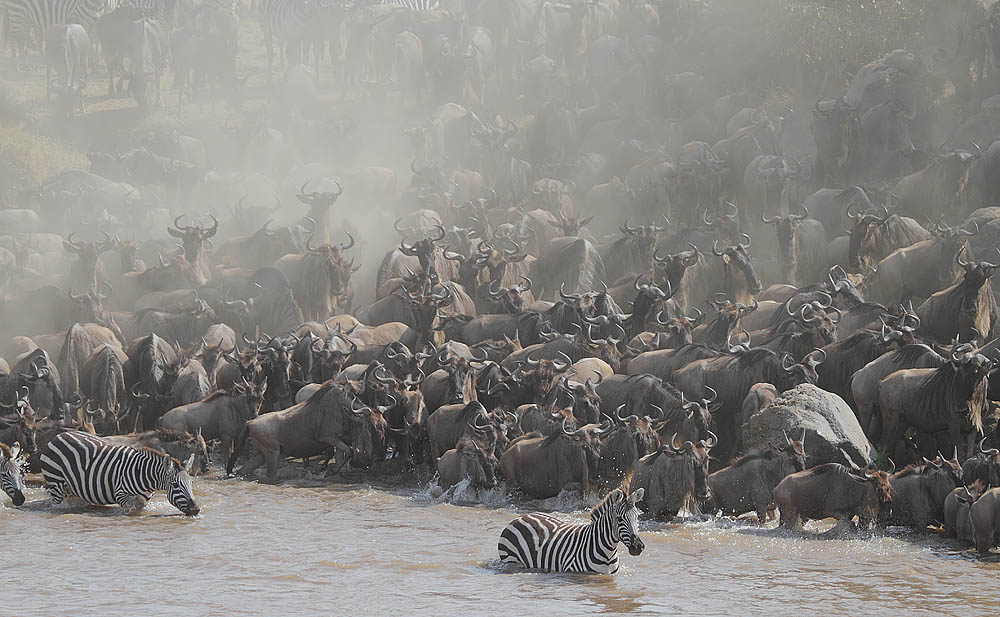

الديناميكا السكانية هي فرع من علوم الحياة الذي يدرس حجم وعمر التجمعات السكانية كأنظمة ديناميكية، وكذلك العمليات البيولوجية والبيئية التي تدفعها (كمعدلات المواليد والوفيات، والهجرة والنزوح). ومن التصورات المحتملة وفقا للديناميكا السكانية: الهِرَم السكاني، النمو السكاني، أو الاضمحلال السكاني.

## خلفية تاريخية
كانت الديناميكا السكانية تقليديا الفرع البيولوجي الرياضي المهيمن، والذي يملك تاريخا يزيد عن 210 عام، لكن نطاق البيولوجيا الرياضية قد توسع مؤخرا بشكل كبير. يعتبر المبدأ الأول للديناميكا السكانية على نطاق واسع على أنه القانون الأسي لمالتوس، كما تمت نمذجته في النموذج المالتوسي للنمو. كانت الفترة المبكرة مسيطرا عليها من قبل الدراسات الديمغرافية مثل أعمال بنيامين غومبيرتز وبيير فرانسوا فيرهلست في أوائل القرن التاسع عشر، والذين شذَّبا وعدلا النموذج الديمغرافي المالتوسي.
اقتُرح نموذج أكثر عموما من قبل إف ريتشاردز في عام 1959، واتسع فيما بعد بواسطة سيمون هوبكنز، والذي اشتمل على نماذج غومبرتز، فيرهلست وأيضا لودفيج فون بيرتالانفي كحالات خاصة للصيغة العامة. تعتبر معادلات لوتكا-فولتيرا للمفترس والفريسة مثالا شهيرا آخر، وكذلك معادلات أرديتي-غينزبورغ. وقد حاولت ألعاب الحاسوب مثلا سيم سيتي وتقمص الأدوار كثيفة اللاعبين على الإنترنت، وغيرها، أن تحاكي بعضا من هذه الديناميكيات السكانية.
خلال الأعوام الثلاثين الماضية، جرى إتمام الديناميكا السكانية بواسطة نظرية الألعاب التطورية، والتي طورها في البداية جون ماينارد سميث. وفقا لهذه الديناميكيات، قد تتخذ المفاهيم البيولوجية التطورية شكلا رياضيا حتميا. تتداخل الديناميكا السكانية مع مجال بحثي نشط آخر ضمن البيولوجيا الرياضية: علم الوبائيات الرياضي، وهو دراسة الأمراض المعدية التي تؤثر على التجمعات السكانية. وقد تم اقتراح نماذج مختلفة عن الانتشار الفيروسي وقدمت تحاليل ونتائج هامة يمكن تطبيقها على قرارات الصحة العامة.

## معدل الزيادة الذاتي
يُعرف المعدل الذي يزيد وفقه تجمع سكاني حجما إن لم تكن هناك قوى معتمدة على الكثافة تنظم التجمع السكانية باسم معدل الزيادة الذاتي، ويعبر عنه رياضيا كما يلي:
{\displaystyle {\dfrac {dN}{dt}}{\dfrac {1}{N}}=r}
حيث المشتقة تعبر عن معدل زيادة السكان، وN عن حجم السكان، وr تعبر عن معدل الزيادة الذاتي. ومن ثم فإن r هي المعدل الأقصى النظري لزيادة تجمع سكاني انطلاقا من كل فرد –أي أنه معدل الزيادة السكانية القصوى. يستخدم هذا المفهوم عادة في بيولوجيا التجمعات الحشرية لمعرفة كيفية تأثير العوامل البيئية على المعدل الذي تتزايد وفقه تجمعات الآفات.

## مزيد من المعلومات
- Henderson, Kirsten, and Michel Loreau. "An ecological theory of changing human population dynamics." People and Nature 1.1 (2019): 31-43.